# Nigiri (jeu de go)
Pour les articles homonymes, voir Nigiri.

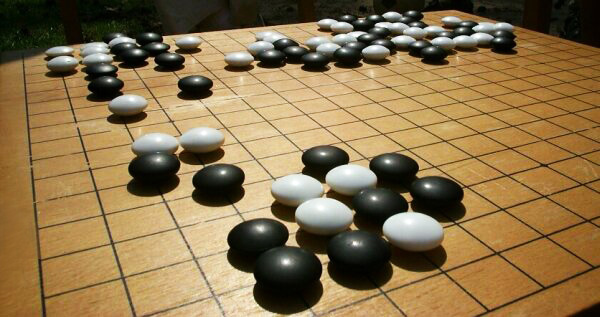
Vue rasante d'un goban en cours de jeu.

Le nigiri (握り) désigne, au go, le tirage au sort permettant de désigner la personne qui pourra jouer le premier coup.

## Description
Un joueur, par exemple le plus âgé, pioche une poignée de pierres blanches, et les pose sur le goban (tablier du jeu) tout en gardant la main dessus pour les cacher. 
L'autre joueur doit alors deviner la parité de ces pierres blanches. Il pose alors sur le goban une pierre noire s'il estime que le nombre de pierres blanches est impair, deux s'il estime qu'elles sont en nombre pair. On compte ensuite les pierres blanches posées sur le goban.
Si le joueur a deviné juste, il conserve la couleur noire et commence donc à jouer ; sinon c'est l'autre qui commence.

## Pratique
Dans le cadre d'une compétition, le nigiri est rarement utilisé, car les programmes d'appariement des joueurs en tournoi effectuent eux-mêmes le tirage au sort, ou font jouer avec les noires celui des deux joueurs qui a disputé le plus de parties avec les blanches jusque-là.
Lors d'une partie à handicap, il n'y a pas de nigiri, car le joueur bénéficiant du handicap prend toujours les pierres noires.